# Synagogenbezirk Aßlar
Der Synagogenbezirk Aßlar mit Sitz in Aßlar, einer Stadt im Lahn-Dill-Kreis in Hessen, war ein Synagogenbezirk, der nach dem Preußischen Judengesetz von 1847 geschaffen wurde. 
Im Jahr 1853 wurde der Synagogenbezirk Aßlar eingerichtet, dem die Juden in Aßlar, Ehringshausen, Katzenfurt, Kölschhausen und Werdorf angehörten. 